# دیوید ای. گودمن
دیوید ای. گودمن (به انگلیسی: David A. Goodman) نویسنده و تهیه‌کننده آمریکایی است. او یکی از تولیدکنندگان اجرایی مرد خانواده می‌باشد.